# Hazlewood with Storiths
Hazlewood with Storiths est une paroisse civile du Yorkshire du Nord, en Angleterre.